# Josh Philips
Joshua Earl Patrick Philips (Jacksonville, 17 maart 1984) is een Amerikaanse moordenaar die in 1999, op 14-jarige leeftijd, een levenslange celstraf kreeg opgelegd voor de moord op het 8-jarige meisje Maddie Clifton op 3 november 1998. Josh werd veroordeeld volgens het volwassenenstrafrecht tot levenslang. Hij komt in aanmerking voor vrijlating in 2023.

## Moord op Maddie Clifton
Volgens Philips waren hij en Maddie op 3 november 1998 buiten aan het honkballen. Philips sloeg per ongeluk een honkbal in Maddies gezicht, waarna hij haar mee naar binnen sleepte en haar probeerde te wurgen met een telefoonkabel. Philips verstopte Maddie onder zijn bed, maar omdat ze te veel geluid maakte, stak hij haar tweemaal in haar keel met een mes. Daarna stak hij haar nog negen keer neer, omdat ze nog steeds te veel lawaai maakte. Maddie stierf aan deze verwondingen. Volgens verschillende deskundigen is dit echter niet wat er is gebeurd: volgens hen heeft Philips Maddie opzettelijk meegelokt naar zijn kamer om haar daar om te brengen. Een week lang lag Maddie onder Philips' bed terwijl hij zelf meedeed aan een zoektocht om haar te vinden.
De zoektocht eindigde toen Philips' moeder de stoffelijke resten van Maddie vond onder het bed van haar zoon terwijl ze zijn kamer schoonmaakte.
Op 10 november 1998 werd Philips aangehouden. In juli 1999 werd hij tot een levenslange celstraf veroordeeld.

### 1999-heden
In 2004 vond zijn moeder dat zijn jonge leeftijd van 15 jaar zwaarder had moeten meewegen in de rechtszaak tegen haar zoon. In 2012 oordeelde het Amerikaanse Hooggerechtshof dat een levenslange celstraf voor een 14-jarige ongrondwettelijk was. Op 17 november 2017 werd Philips tot een levenslange celstraf veroordeeld, maar hij komt in aanmerking voor vrijlating in 2023. De toen 33-jarige Phillips ging niet in hoger beroep tegen die uitspraak.